# Флатов, Альфред (гимнаст)
Альфред Флатов (нем. Alfred Flatow; 3 октября 1869, Гданьск — 28 декабря 1942, Терезин) — немецкий гимнаст, трехкратный чемпион летних Олимпийских игр 1896.

## До Олимпийских игр
Альфред Флатов родился 3 октября 1869 года в Данциге в еврейской семье, которая вскоре переехала в Берлин. Будучи юношей, вступил в спортивный клуб Deutsche Turnerschaft. С 1888 года Флатов участвовал в различных местных соревнованиях, многие из которых он выигрывал. В 1890 году, в 21 год, он стал учителем гимнастики. В 1896 году он получил приглашение участвовать в первых летних Олимпийских играх и вместе с другими 10 членами сборной, включая его двоюродного брата Густава Флатова, поехал в Афины.

## Достижение на Играх
Участвуя в Играх, Флатов стал трехкратным олимпийским чемпионом. В составе сборной Германии он победил в командных упражнениях на брусьях и перекладине. Кроме того, он стал чемпионом в личных состязаниях на брусьях. Участвуя в соревнованиях на перекладине, он занял второе место. Помимо этого, Флатов участвовал в соревнованиях на кольцах, коне и в опорном прыжке, но не занял призовых мест.
Благодаря своим четырём медалям, три из которых золотые, он занял третье место среди самых результативных спортсменов, уступив лишь своим соотечественникам Герману Вайнгертнеру и Карлу Шуману.

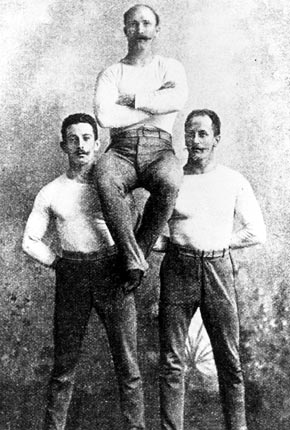
Альфред Флатов (слева), Карл Шуман (в центре) и Герман Вайнгертнер (справа)

## После Игр
После Игр он решил завершить свою профессиональную карьеру, однако по-прежнему имел большое влияние в гимнастике. В 1903 году он основал гимнастический клуб для евреев Judische Turnerschaft. Это была первая еврейская спортивная организация. Также он выпускал брошюры по методике гимнастики. Кроме того, он владел велосипедным бизнесом, который основал, вернувшись с Игр в Берлин.
После прихода нацистов к власти в 1933 году он попал в опалу и ему запретили заниматься гимнастикой. Несмотря на это, его пригласили на летние Олимпийские игры 1936 в Берлине, но он отказался от этого. 3 октября 1942 года, в свой день рождения, его отправили в концентрационный лагерь в чешском городе Терезине, где он умер от голода 28 декабря того же года. В том же лагере, через три года, умер его двоюродный брат Густав.

## Признание после смерти

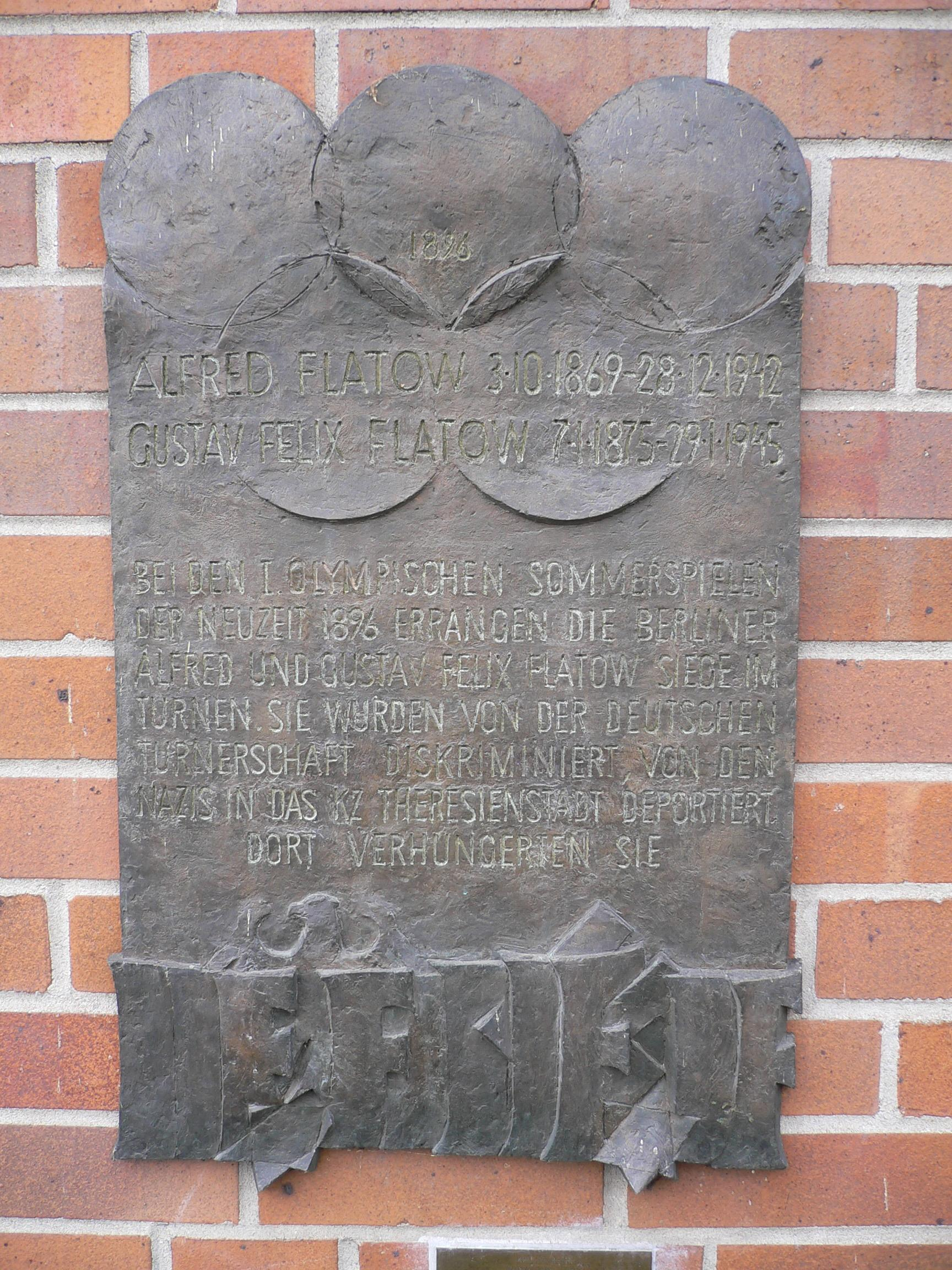
Памятная табличка Альфреда и Густава Флатовов

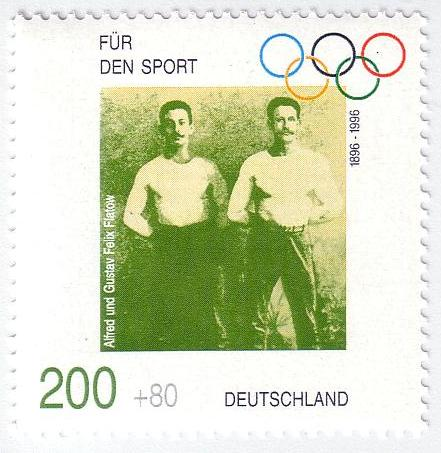
Альфред и Густав Флатовы на германской почтовой марке

В 1997 году в Берлине в честь Альфреда и Густава Флатовов улица Райхспортсфельд была переименована в бульвар Флатовов, эта улица находится неподалёку от берлинского Олимпийского стадиона. Также в честь них назван один из спортивных залов германской столицы, на нём установлена памятная табличка братьев. Кроме того, в 1976 году почта Северной Кореи выпустила марки с изображением гимнастов, а в честь столетия Олимпиады, в 1996 году, немецкая почтовая фирма Deutsche Post также выпустила марки Флатовов.